# Heegbrückerbach
Der Heegbrückerbach ist ein gut 3 km langer linker bzw. östlicher  Zufluss der Wetter. 

## Geographie

### Verlauf
Der Heegbrückerbach entspringt auf einer Höhe von etwa 375 m ü. NHN in einem Waldgebiet südwestlich vom Thomashügel. 
Er fließt in westlicher Richtung, seiner Hauptfließrichtung, welche er bis zur Mündung behält, in einem schmalen Grünstreifen durch Waldgelände zwischen dem 338,7 m hohen Heinzberg im Norden und dem 296 m hohen Wallenberg im Süden. 
Nach der Unterquerung der  B 276 verläuft der Heegbrückerbach parallel zu dieser Straße, bis er schließlich östlich von  Laubach auf einer Höhe von etwa 235 m ü. NHN von links in die Wetter mündet.
Sein etwa 3,2 km langer Lauf endet 140 Höhenmeter unterhalb seiner Quelle, er hat somit ein mittleres Sohlgefälle von 44 ‰.

### Einzugsgebiet
Das Einzugsgebiet des Heegbrückerbachs liegt im Naturraum Unterer Vogelsberg und wird über die Wetter, die Nidda, den Main und den Rhein zur Nordsee entwässert.
Es grenzt
- im Osten an das des Höllerskopfbachs, einem Zufluss der Horloff
- im Süden an das der Horloff selbst, die in die Nidda mündet
- und im Norden an das der Wetter.

Die höchster Erhebung ist der 418 m hohe Thomashügel im Osten des Einzugsgebiets.
Das Einzugsgebiet des Heegbrückerbachs ist fast vollständig bewaldet.

### Flusssystem Wetter
- Fließgewässer im Flusssystem Wetter